# АФК «Система»
АФК «Система» — российская инвестиционная компания. В 2022 году занимала 20-е место в России по объёму реализации продукции (по данным RAEX). Главный офис расположен в Москве.
Полное официальное наименование — публичное акционерное общество «Акционерная финансовая корпорация „Система“» (ПАО АФК «Система»).
Крупный частный инвестор в реальный сектор экономики России. Инвестиционный портфель АФК «Система» состоит преимущественно из российских компаний в различных секторах экономики (телекоммуникации, розничная и электронная торговля, высокие технологии, лесозаготовка и лесопереработка, фармацевтика, медицинские услуги, сельское хозяйство, энергетика, финансы, гостиничный бизнес и др.).
В 2005 году «Система» провела IPO на Лондонской фондовой бирже и привлекла в ходе него $1,3 млрд. Акции АФК «Система» находились в обращении на Лондонской фондовой бирже (LSE) в виде глобальных депозитарных расписок. Расписки были включены в котировальный список LSE под тикером SSA. В мае 2023 года компания провела делистинг на LSE. Акции компании допущены к торгам на Московской бирже и Санкт-Петербургской бирже под тикером AFKS. 32,6 % акции находятся в свободном обращении на Московской бирже.
На предприятиях группы АФК «Система» работают более 140 тыс. человек. За 2022 год компании группы АФК «Система» перечислили в бюджеты и внебюджетные фонды различных уровней и регионов России около 150 млрд рублей, что делает группу одним из крупнейших налогоплательщиков РФ.
Роспатент признал бренд АФК «Система» общеизвестным с 1 января 2015 года в отношении управления финансовыми инвестициями.

## Собственники и руководство
Основным акционером и председателем Совета директоров АФК «Система» являлся Владимир Евтушенков (59,2030 % акций). После введения санкций Великобритании Евтушенков передал 10 % акций своему сыну, таким образом доля Феликса Евтушенкова составила 15,2 %, Владимира Евтушенкова — 49,2 %.
Миноритарные акционеры компании — в основном крупные институциональные российские и частные инвесторы.
С апреля 2020 по июль 2022 года президентом АФК «Система» являлся Владимир Чирахов, ранее возглавлявший ГК «Детский мир». За семь лет работы Чирахова «Детский мир» почти в четыре раза нарастил долю рынка в детской рознице — с 7 до 26 %, следует из презентации ретейлера по итогам 2019 года.
Предшественниками Чирахова на посту президента АФК «Система» был Андрей Дубовсков и занимавший эту должность в течение 7 лет Михаил Шамолин, который в 2018 году возглавил лесопромышленный холдинг Segezha Group (в 2021 году занял первое место в рейтинге высших руководителей в категории «Лесная и лесоперерабатывающая промышленность» по версии ИД «Коммерсантъ»).
До весны 2022 года Совет директоров АФК «Система» состоял из 12 человек, однако был сокращен до 9 человек после того, как его покинули сразу несколько членов. В избранном в июне 2023 года Совете директоров большинство составляли независимые директора. Летом 2024 года численность Совета директоров была увеличена до 11 человек.

## Деятельность
При участии АФК «Система» создана российская телекоммуникационная отрасль, внесён важный вклад в развитие российских космических технологий и спутниковых систем, микроэлектроники. «Система» реализует проекты государственного значения в медицинской сфере.
Инвестиции группы в основной капитал за 2022 год составили примерно 0,7 % от всех частных капитальных вложений в России. Компании группы обеспечили около 9 % совокупных инвестиций в лесопромышленный комплекс, более 7,5 % инвестиций в развитие связи и телекоммуникаций и свыше 1,6 % — в здравоохранение.
По итогам 2023 года консолидированная выручка компании выросла к предыдущему году на 16,8 % и составила 1,05 трлн руб.
2 апреля 2018 года совет директоров одобрил концепцию развития корпорации, подразумевающую изменение структуры управления активами во главе с управляющими партнёрами, отвечающими за инвестирование в контрольные и неконтрольные пакеты акций компаний (не менее 25 %).
Корпорация создала платформу фондов для инвестирования в стартапы (по итогам 2019 года входила в тройку лидеров по венчурным инвестициям среди корпораций России).
Активы группы сосредоточены в телекоммуникационной, лесной, медицинской, энергетической, сельскохозяйственной, фармацевтической, строительной, банковской отраслях, в розничной торговле, высоких технологиях, гостиничном бизнесе и других отраслях экономики.
В ноябре 2021 года сообщалось, что АФК «Система» может принять участие в реализации пилотного проекта по производству «зелёного» водорода в Хабаровском крае. В 2022 году корпорация создала два R&D подразделения — Центр водородных технологий и Центр водородной энергетики. Дочерние компании АФК «Система» ведут исследования и разработки в области медицины и фармакологии. Так, компания «Система-биотех» разработала технологию выпуска рекомбинантных терапевтических белков, которые используются в производстве биотехнологических препаратов для лечения аутоиммунных и онкологических заболеваний. В 2023 году «Биннофарм Групп» открыла собственный центр фармацевтической разработки в Ангелово, где разрабатывают новые препараты и совершенствуют уже существующие (в том числе антикоагулянты, лекарства для лечения диабета и онкологии).
Рейтинговое агентство АКРА в 2023 году присвоило  ПАО АФК «Система» рейтинговую оценку AA-(RU) со стабильным прогнозом и подтвердило её в 2024 и 2025.
Рейтинговое агентство «Эксперт РА» присвоило в 2017 году АО АФК «Система» рейтинговую оценку ruA с развивающимся прогнозом, затем рейтинг был понижен до ruBBB. В 2018 году рейтинг был повышен до ruBBB+, а затем до ruA-. В 2019 рейтинг был повышен до ruA-, затем до ruA. В 2020 году рейтинг подняли до ruAA- и на этом уровне он ежегодно подтверждается (2021-2015).
В инвестиционном портфеле АФК «Система» находятся следующие компании:

### МТС
Ведущий телекоммуникационный оператор и цифровая экосистема в России (86 млн абонентов мобильной связи в России и Беларуси и более 10 млн абонентов фиксированной связи). Лидирует на рынке мобильной связи в России, предоставляет услуги широкополосного доступа в интернет, кабельного и спутникового телевидения. Также развивает решения в области интернета вещей, телемедицины, обработки данных, облачных сервисов, финтеха, медиа и развлечений. АФК «Система» владеет 42,1 % акций МТС, дочерним компаниям МТС принадлежит 7,9 % акций, 50 % акций находятся в свободном обращении.

### МТС-Банк
Создан в 1993 году, входит в топ-30 крупнейших банков России по размеру активов. Банк оказывает услуги частным лицам и компаниям на территории России. МТС-Банк является участником государственной программы по докапитализации банков, проводимой Агентством по страхованию вкладов, что открывает дополнительные возможности для развития бизнеса Банка и поддержки клиентов через кредитование приоритетных секторов экономики.
В декабре 2019 года АФК «Система» продала 4,5 % акций МТС-банка за 1,4 млрд рублей дочерней компании МТС — Mobile TeleSystems B.V. В результате сделки «Система» полностью вышла из состава акционеров МТС-банка. 99,7 % акций МТС-банка перешли под контроль МТС. В 2024 году МТС-Банк в ходе IPO привлёк 11,5 млрд рублей, после чего доля акций в свободном обращении составила 13,6 %. Размещение стало рекордным российским IPO по объёму спроса и количеству заявок инвесторов.

### Ozon
В 2014 году АФК «Система» и дочерняя МТС купили по 10,8% акций Ozon. К 2019 году структуры «Системы» контролировали 35,5% акций (18,7% — у МТС, 16,3% — у венчурного фонда Sistema_VC). В 2020 году «Системе» принадлежало 45,2% акций маркетплейса, в 2024 году — 31,76%.

### Sitronics Group
АО «Ситро́никс» (Sitronics Group) — многопрофильная российская ИТ-компания. Sitronics Group специализируется на цифровой трансформации стратегических отраслей экономики России. Компания обладает большим опытом в разных областях: от производства собственного ИТ-оборудования до разработки и внедрения комплексных решений в области интернета вещей (IoT) и программного обеспечения.  

### Segezha Group
В 2014 году в портфель активов вошла Segezha Group. Оптимизация бизнес-процессов, модернизация производства, освоение новых экспортных рынков и реализация инвестиционных проектов позволили превратить Segezha Group в ведущий российский лесопромышленный холдинг с полным циклом лесозаготовки и глубокой переработки древесины с присутствием на мировом рынке. Согласно материалам компании, общая площадь арендуемого лесного фонда составляет 15,9 млн га, объем расчётной лесосеки — 23,6 млн м3. Структура бизнеса Segezha Group включает в себя лесозаготовку, производство бумаги и упаковки, фанеры и плит, пиломатериалов, клееного бруса. Занимает первое место в России по производству мешочной бумаги, бумажных мешков, хвойных пиломатериалов, домокомплектов из клееного бруса.
Холдинг объединяет около 50 предприятий лесной, деревообрабатывающей и целлюлозно-бумажной промышленности, в том числе два целлюлозно-бумажных комбината — Сегежский и Сокольский.
В апреле 2021 года Segezha Group провела IPO на Московской бирже, выручив за 23,9 % акций 30 миллиардов рублей. Капитализация группы таким образом составила 125,5 миллиардов рублей. Доля «Системы» снизилась до 73,7 %. В начале 2022 года доля АФК в Segezha Group сократилась до 62,2 %.

### Медси
Крупнейшая в России сеть частных клиник. Предоставляет полный комплекс услуг по профилактике, диагностике и лечению заболеваний, а также услуги реабилитации для детей и взрослых. В 2018 году группа компаний «Медси» вошла в программу государственных гарантий бесплатной медицинской помощи гражданам на территории Московской области. По итогам 2023 года выручка «Медси» выросла на 16 % и составила 41,7 млрд рублей.
Сеть насчитывает 146 клиник, в том числе 65 клиник в Москве и области. Согласно рейтингу, составленному газетой «Ведомости» в 2023 году, является самой динамично развивающейся медицинской компанией России.

### Агрохолдинг «Степь»
Агрохолдинг «Степь» владеет активами в четырёх ключевых направлениях сельского хозяйства: растениеводство, молочное животноводство, садоводство и трейдинг сельскохозяйственной продукции. По состоянию на 2023 год, является одним из крупнейших агрохолдингов России с земельным банком площадью 578 тысяч га. Агрохолдинг занимает лидирующие позиции по производственным показателям, в том числе первое место по эффективности среди молочных хозяйств, как среди хозяйств Юга России, так и в целом по России, реализуя программу импортозамещения продукции в сфере сельского хозяйства.

### Биннофарм Групп
Включает в себя фармацевтические активы АО «Алиум», ООО "ПФК «Алиум», АО «Биннофарм», ОАО "Курганское общество медицинских препаратов и изделий «Синтез», ЗАО «Биоком». В 2020 году АФК «Система» создала холдинг «Биннофарм Групп» для консолидации своих фармактивов.
Группа компаний осуществляет разработку и промышленный выпуск лекарственных препаратов для лечения социально значимых заболеваний, в том числе использующихся при лечении COVID-19. АО «Биннофарм» — первый в мире производитель первой вакцины от COVID-19.
В 2023 году компания показала самый высокий рост на фармацевтическом рынке в России, выпустив 371 млн упаковок лекарств и вложив  4 млрд рублей в производство и R&D центр.

### Гостиницы
Cosmos Hotel Group управляет гостиницами, принадлежащими АФК «Система» и другим собственникам. Является одним из крупнейших гостиничных операторов в России, управляя 36 отелями 3-5 звезд с номерным фондом около 10 тыс. единиц в 22 городах. Компания создана в 2018 году, в 2023 году приобрела 10 отелей у компании Wenaas Hotel Russia за 200 млн $. Сделка стала крупнейшей на российском гостиничном рынке за всю историю.

### Фонды
Группа развивает направление инвестиции через специально созданные фонды:
- Sistema Venture Capital — венчурный фонд, сфокусированный на инвестициях в интернет — компании на стадии роста. Портфолио включает такие компании, как Ozon, Segmento, Luden.io, MEL Science, VisionLabs, NFWare, FinalPrice, GOSU.AI, DataSine, YouDo[74];
- Sistema Asia Fund — венчурный фонд, специализирующийся на инвестициях в высокотехнологичные компании в Индии и Юго-Восточной Азии;
- Rusnano Capital — совместный фонд прямых инвестиций с госкорпорацией РОСНАНО.

### Аэромакс
Компания «Аэромакс» (на 100 % принадлежит АФК) начала свою деятельность в 2017 году. Компания развивает гражданские беспилотные системы и оказывает услуги с их использованием в области доставки грузов, дистанционному зондированию земли, мониторингу, внедрению геоинформационных систем. Также готовит операторов беспилотников (в частности, агродронов), в 2023 году компания открыла авиационный учебный центр по обучению управлением гражданскими БПЛА. В 2023 году начала перевозку грузов при помощи беспилотников на нефтегазовые месторождения в Ханты-Мансийском АО.
В феврале 2022 года «Аэромакс» приобрела 49 % ООО «Авиационные вспомогательные системы» (оператор авиакомплексов на основе ИИ), 51 % которого — у действующего гендиректора АВС Александра Курникова.
В 2023 году компания открыла авиационный учебный центр по обучению управлением гражданскими БПЛА.

### Элемент
Активы АФК «Система» в области микроэлектроники сосредоточены в группе компаний «Элемент», являющейся крупнейшим в России производителем в данной области. «Элемент» был создан в 2019 году и включает в себя более 30 компаний, в том числе завод «Микрон» в Зеленограде. Завод ежегодно выпускает более 400 млн RFID-меток, 50 млн банковских микросхем, 30 млн банковских карт, более 5 млн микросхем для производства биометрических загранпаспортов и электронных документов.
В 2024 году в ходе IPO компания привлекла 15 млрд рублей, доля акций в свободном обращении составила 14,3 %.

### Минеральная вода
«Холдинг Аква» был создан в 2017 году как частно-государственная компания с целью консолидации производителей минеральной воды на Северном Кавказе. В 2018 году приобрела исторический Ессентукский завод минеральных вод. В 2023 году управляющим акционером холдинга стала АФК «Система». В 2024 году государство в лице АО «Кавминкурортресурсы» (ранее владело 25 % компании) полностью вышло из числа собственников «Холдинга Аква» Частной компании принадлежат бренды минеральной воды «Ессентуки» № 4 и № 17, «Нарзан», Gorj и «Архыз». В 2023 году предприятия холдинга разлили около 180 млн бутылок минеральной воды, заняв, по собственным оценкам, второе место на российском рынке упакованной минеральной воды. АФК «Система» — крупнейший акционер холдинга (37,5 %).

### Эталон
В 2019 году АФК «Система» приобрела 25% акций девелопера «Эталон», при этом последний приобрёл 51% акций дочерней девелоперской компании «Системы» «Лидер-инвест». В 2021 году «Система» увеличила свою долю в «Эталоне» до 29,7%, а в 2022 — до 48,8%.

### Башкирская электросетевая компания (БЭСК)
В 2005 году АФК «Система» купила блокирующие пакеты акций в предприятиях башкирского ТЭКа — «Башнефть», «Уфанефтехим», «Новойл», «Уфаоргсинтез», «Уфимский НПЗ» и «Башкирнефтепродукт», которые владели контрольным пакетом акций «Башкирэнерго». В 2009 году «Система» увеличила свои доли в этих предприятиях до контрольных. В 2012 году была произведена реорганизация «Башкирэнерго», в результате которой компания была разделена между «Системой», которая сохранила контроль над электросетевыми активами, получив 92% во вновь созданной «Башкирской электросетевой компании»  и «Интер РАО», которая получила электрогенерирующие активы («Башэнергоактив»).

### Интурист
Старейший советский и российский туроператор «Интурист» перешёл под контроль АФК «Система» в 1994 году. С 2008 года ей принадлежало 66,2% акций. В 2010 году было создано совместное предприятие «Интуриста» и Thomas Cook — ITC Travel Investments, «Интурист» передал в него туроператорский и розничный бизнес. В 2018 году «Интурист» вышел из совместного предприятия, Thomas Cook стал его единственным владельцем. В 2018 году «Система» довела свою долю в «Интуристе» до 91,2%, а в 2019 — до 99,9%.

### ERSO (Электрозавод)
Холдинг ERSO (Energy Solutions) основан в 2020 году в результате приобретения СП Сбера и АФК «Система» 64% акций АО «Электрозавод». Также в холдинг входит «Уфимский трансформаторный завод». В 2021 году доля СП в группе «Электрозавод» увеличилась до 94%.

### Concept Group
Concept Group — производитель и ритейлер в сегменте одежды. В 2014 году АФК «Система» купила 40% акций компании. По состоянию на 2023 год, дочерние компании «Системы» контролировали 100% акций компании.

### Natura Siberica
В мае 2023 года АФК «Система» стала владельцем компании Natura Siberica, занимающейся производством косметической продукции. Доля компании на российском косметическом рынке — около 4%. За год до покупки гендиректором Natura Siberica стал бывший исполнительный директор АФК «Система» Феликс Либ.

### Гжель
В декабре 2019 года АФК «Система» и «Сбербанк» инвестировали в гжельский фарфор, купив по 37,5% долей в УК «Гжель». В 2025 году «Система» стала единственным владельцем производителя гжели.

## Бывшие активы

### Детский мир
Крупнейшая сеть магазинов детских товаров в России и СНГ, объединяющая магазины под брендами «Детский мир» и ELC. В феврале 2017 года «Детский мир» провёл успешное IPO на Московской бирже (первое российское полноценное IPO c 2014 года). Спрос на акции превысил предложение в два раза. По состоянию на 30 июня 2020 г. компания управляла 850 магазинами в России и Казахстане. В начале сентября 2020 года АФК «Система» полностью вышла из капитала «Детского мира», получив 16,8 млрд рублей. за свой пакет (20,38 %). Сделка сделала возможным создание первой российской компании с 100 % акций в свободном обращении, что является историческим событием для российского рынка капитала.

### РТИ
Крупнейший холдинг в области оборонных решений, интегратор высокотехнологичных научно-производственных компаний. Предприятия АО «РТИ» имеют собственную R&D-инфраструктуру и реализуют уникальные по сложности и масштабу проекты в сфере радио- и космических технологий, безопасности. В состав АО «РТИ» входят активы компаний «РТИ Системы».
В июле 2021 года АФК «Система» снизила до неконтрольной долю в компании «Интеллектуальные технические решения» (ИТР), в которую были объединены все бывшие активы корпорации, работавшие с госзаказом, включая концерн «РТИ». В июне 2021 года АФК сократила свою долю в РТИ ниже контрольной до 3 %, а в мае 2022 года — полностью вышла из капитала концерна.

### Группа Кронштадт
Группа компаний, специализирующаяся на разработке и производстве беспилотных аппаратов, картографических и навигационных решений, тренажёров для морской, авиационной и другой техники, корабельного бортового оборудования и другой продукции.

### Рыбопромышленный холдинг «Восход»
С 2021 года АФК «Система» развивала рыбопромышленный бизнес на Камчатке, приобретённые активы были объединены в рыбопромышленный холдинг «Восход». Основные виды деятельности — добыча, переработка, хранение и трейдинг рыбы и морепродуктов. В 2023 году «Система» привлекла в РПХ «Восход» профильного инвестора — владельцем 22,5% акций стало АО «Краунинвест», с которым планировалось совместное развитие холдинга.
В мае 2025 года АФК «Система» вышла из холдинга, при этом собеседники «Коммерсанта» не исключают, что новый собственник может действовать в её интересах.

### Sistema Smart Tech
Sistema Smart Tech — венчурный фонд с целевым объёмом в 5 млрд рублей, направленный на финансирование технологических стартапов на ранней стадии. Пилотным проектом Sistema Smart Tech стала инвестиция 200 млн рублей в сервис по аренде электросамокатов Юрент (контролируется «Системой» через МТС). В сентябре 2023 года АФК «Система» вышла из капитала Sistema SmartTech. 

### РОСНО
РОСНО — бывшая российская страховая компания, основанная в 1991 году. В 1998 году на базе РОСНО был создан страховой холдинг АФК «Система».  По состоянию на май 2001 года, «Системе» принадлежало 75,9% акций. В том же году 45% акций выкупила немецкая страховая группа Allianz, а в 2007 году она стала владельцем 97% акций РОСНО.

### Вымпел-Коммуникации
Вымпел-Коммуникации — телекоммуникационная компания, работающая под брендом «Билайн». АФК «Система» владела контрольным пакетом акций компании в 1993—1996 годах.

### СГ-Транс
В 2012 году «Система» купила у государства 100% акций «СГ-Транс» — крупнейшего российского железнодорожного перевозчика сжиженных газов. В 2016 году «Системе» принадлежало только 50% компании, в этом же году она продала их. 

### Система-Галс
Девелоперская компания «Система-Галс» создана в 1994 году на базе активов АФК «Система» в сфере недвижимости и строительства. В 2009 году сумма долгов компании перед банком ВТБ достигла 23,5 млрд рублей, в связи с этим «Система» передала ВТБ 51% акций «Системы-Галс» за символические 60 рублей.

### Система Масс-медиа
Система Масс-медиа — компания, объединявшая медиа-активы АФК «Система». В 2016 году активы СММ были распроданы, на её основе был образован венчурный фонд Sistema_VC.

### Лидер-инвест
Девелоперская компания «Лидер-инвест» начала вести активную деятельность в 2014 году. В 2015 году «Лидер-инвест» работал на 12 площадках, на которых строилось более 388 тыс. м² недвижимости. В  феврале 2019 года 51% акций «Лидер-инвеста» получил ГК «Эталон» (в обмен на 25% своих акций), а в августе «Система» продала «Эталону» оставшиеся 49%. 

## Санкции
24 мая 2022 года, на фоне вторжения России на Украину, АФК «Система» включена в санкционный список Украины, так как компания ведёт коммерческую деятельность, которая обеспечивает «существенный источник дохода для бюджета России, Правительство которой инициировало боевые действия в Украине для защиты гражданского населения Донбасса».
19 мая 2023 года АФК «Система» попала под санкции Великобритании из-за участия в дестабилизации Украины или подрыве территориальной целостности Украины «путём поставки военного оборудования, используемого Вооружёнными силами России».
2 ноября 2023 года АФК «Система» включена в блокирующий санкционный список США.

## Благотворительность
«Система» инвестирует в социальную сферу и реализует ряд благотворительных программ в области образования, культуры и искусства, поддержки регионов. Оператором социальных инвестиций корпорации является Благотворительный фонд «Система». Согласно отчетности компании, прямые социальные инвестиции в 2020—2022 годах составили около 5 млрд руб., на охрану окружающей среды было направлено 2,6 млрд руб.
В марте 2020 года компании, входящие в АФК «Система» выделили на борьбу с коронавирусом около 1 млрд рублей, основная часть которых была потрачена на разработку тестов для выявления заражения, а также на производство средств защиты.
В марте 2023 года БФ «Система» запустил собственную стипендиальную программу для талантливых школьников и студентов с целью стимулирования исследовательской, научной и инновационной деятельности молодежи. В декабре 2023 года стартовал приуроченный к 300-летию РАН конкурс для молодых ученых, соорганизатором которого выступил БФ «Система».

## Дело «Башнефти»
Дело «Башнефти» — корпоративный конфликт между госкорпорацией «Роснефть» и компанией АФК «Система». Один из самых неоднозначных судебных процессов в области бизнеса в современной России.
3 мая 2017 года компании НК «Роснефть» и АНК «Башнефть» подали иск к АФК «Система» и её дочерней компании «Система-Инвест» о взыскании 106,6 млрд рублей убытков, якобы понесённых истцами в связи с реорганизацией Башнефти в 2013—2014 гг., когда её основным акционером была АФК «Система». Позднее сумма требований возросла до 170,6 млрд рублей. Новость об иске обвалила котировки акций частной корпорации.
Судебный спор с крупнейшей нефтяной госкорпорацией нанёс серьёзный удар по рыночной капитализации одного из ведущих частных инвесторов в российскую экономику, а также оказал заметное влияние на инвестиционный климат в стране, полагают эксперты.
В июле 2017 АФК «Система» объявила о наступлении технического дефолта по кредитным обязательствам на 3,9 млрд рублей. Дефолт был связан с арестом активов компании в рамках судебного разбирательства с «Роснефтью».
23 августа 2017 Арбитражный суд решил исковые требования удовлетворить частично, взыскать солидарно с ПАО АФК «Система» и АО «Система-Инвест» в пользу ПАО АНК «Башнефть» сумму убытков в размере 136 млрд 273 млн 554 тысяч 65 рублей. 28 августа АФК «Система» снова объявила о наступлении технического дефолта по кредитным обязательствам на сумму, эквивалентную 8,9 млрд рублей.
В декабре 2017 акции «Детского мира» и другие активы АФК «Система» арестованы в рамках обеспечительных мер по иску «Роснефти» к корпорации на 131,6 млрд руб. Кроме того, суд Башкортостана зарегистрировал иск к АФК от властей республики на аналогичную сумму.
22 декабря 2017 года сторонами дела было подписано мировое соглашение, согласно которому АФК «Система» обязуется выплатить «Башнефти» 100 млрд руб., 5 марта 2018 года оплата была осуществлена, мировое соглашение исполнено, дело прекращено, встречные иски отозваны.